# Thorelliola pallidula
Thorelliola pallidula là một loài nhện trong họ Salticidae.
Loài này thuộc chi Thorelliola. Thorelliola pallidula được Gardzińska miêu tả năm 2009.